# Stolas

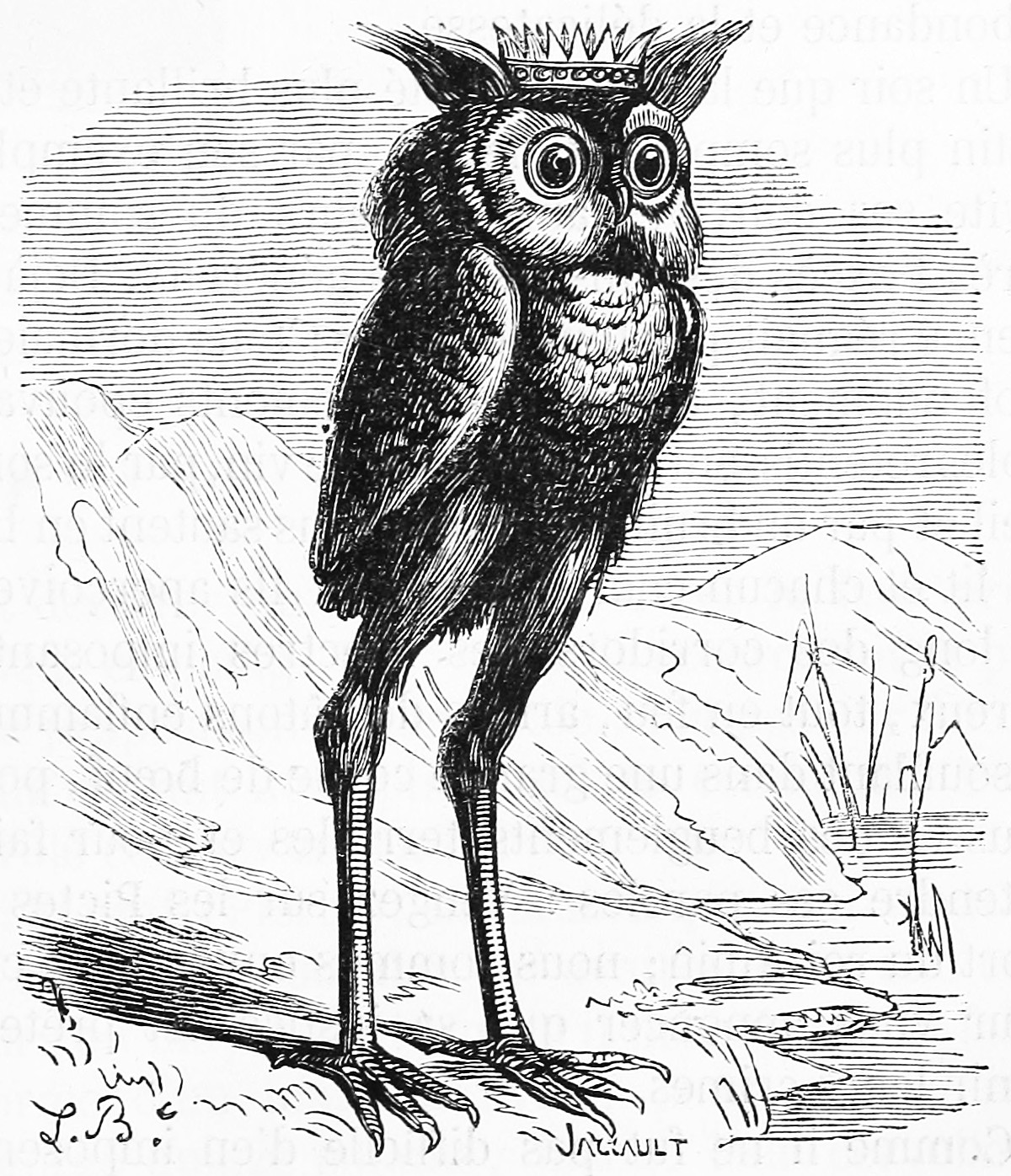
Stolas według Słownika wiedzy tajemnej Collina de Plancy.

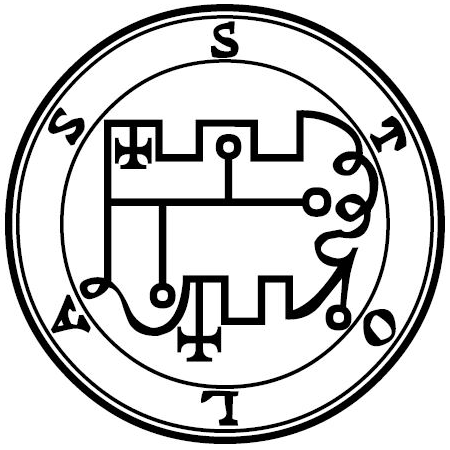
Pieczęć Stolasa wg Goecji Crowleya i Mathersa.

Stolas – w tradycji okultystycznej, trzydziesty szósty duch Goecji. Znany również pod imionami Stolos i Solas. By go przywołać i podporządkować, potrzebna jest jego pieczęć, która według Goecji powinna być zrobiona z cyny.
Jest wielkim i potężnym prałatem piekła. Rozporządza 26 legionami duchów. 
Naucza astronomii, właściwości ziół i kamieni szlachetnych.
Wezwany, ukazuje się pod postacią dużego kruka lub sowy z koroną na głowie. Po pewnym czasie przyjmuje postać ludzką.